# Delaila Amega
Delaila Amega (ur. 21 września 1997 r. w Heerhugowaardzie) – holenderska piłkarka ręczna, reprezentantka kraju, zawodniczka niemieckiego klubu TuS Metzingen, występująca na pozycji środkowej rozgrywającej.

## Sukcesy reprezentacyjne
- Mistrzostwa Europy:
  -  2018

## Sukcesy klubowe
- Puchar EHF:
  - Półfinał: 2016-2017 (TuS Metzingen)
- Puchar Niemiec:
  -  2016-2017 (TuS Metzingen)